# Chuyến đi vòng quanh thế giới của vua Kalākaua

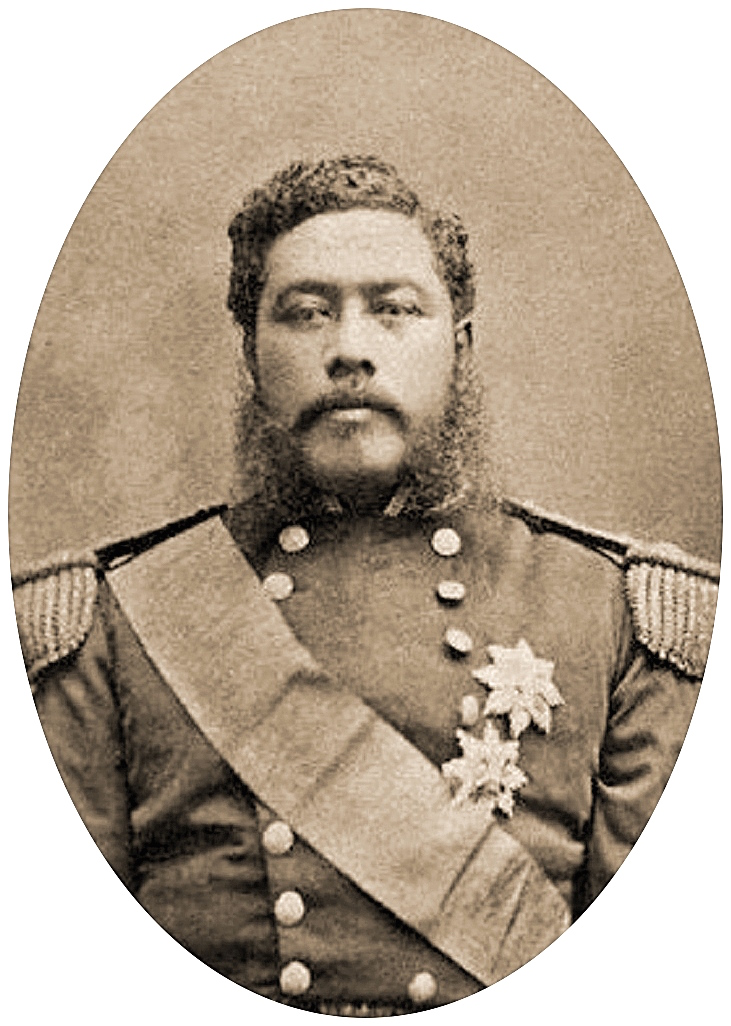
Vua Kalākaua

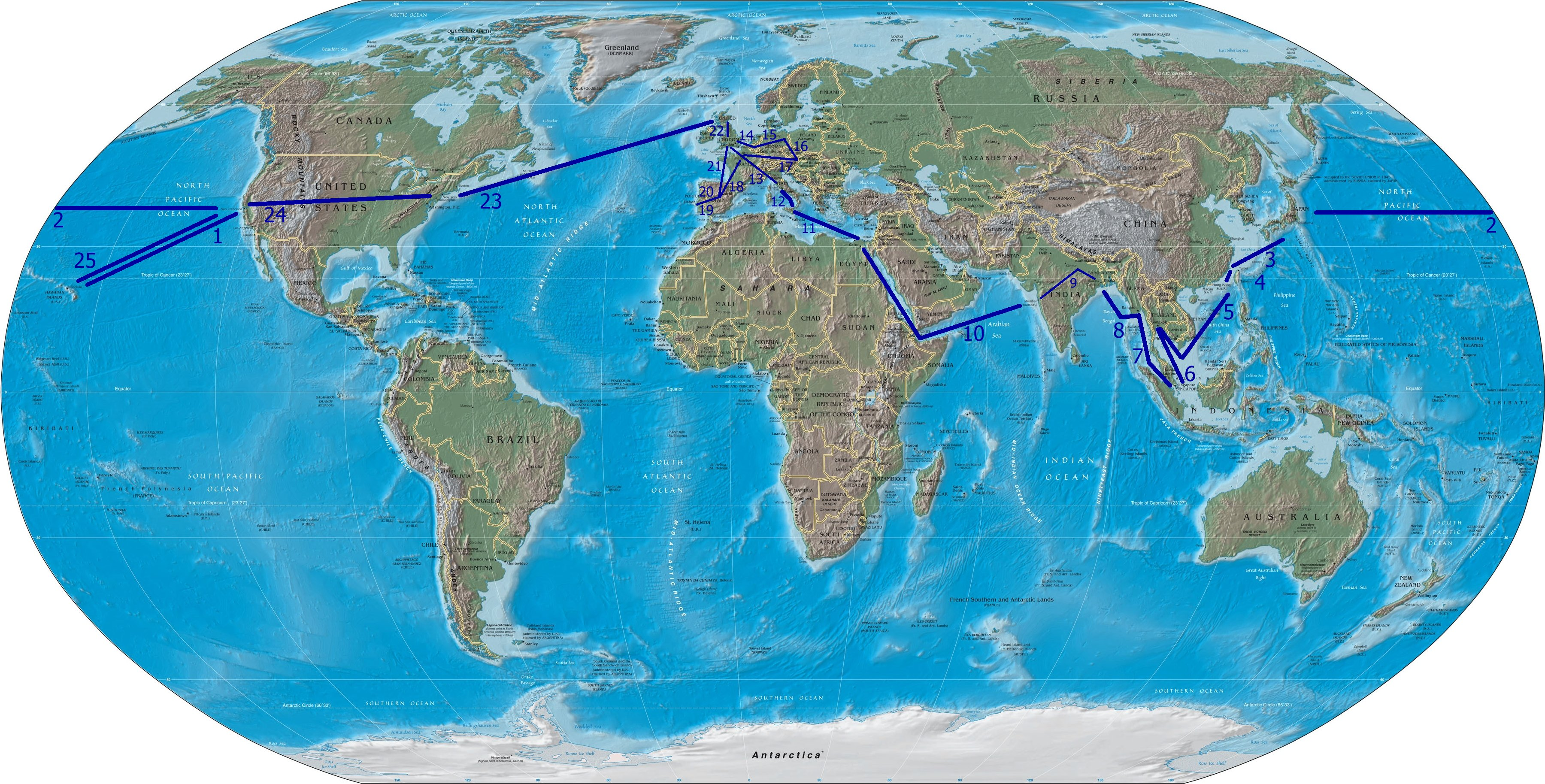
Chuyến đi của vua Kalākaua năm 1881

Chuyến đi vòng quanh thế giới năm 1881 của vua Kalākaua của Vương quốc Hawaii là nỗ lực của ông để cứu vãn văn hóa và dân số Hawaii khỏi sự tuyệt chủng thông qua nhập khẩu một lực lượng lao động từ các quốc gia Châu Á-Thái Bình Dương. Những nỗ lực của ông đã khiến quốc gia đảo nhỏ thu hút sự chú ý của các nhà lãnh đạo thế giới, nhưng đã làm dấy lên tin đồn rằng vương quốc đã được bán. Tại Hawaii, có những người chỉ trích tin rằng những cuộc đàm phán lao động chỉ là lý do của ông để nhìn thế giới. Chuyến đi 281 ngày này đã giúp ông có được sự khác biệt khi trở thành quốc vương đầu tiên đi vòng quanh địa cầu, giống như chuyến đi của ông vào năm 1874 đã làm ông trở thành vị vua thống trị đầu tiên tới thăm Mỹ và là người được vinh danh đầu tiên có bữa ăn tối tại Nhà Trắng.
Kalākaua đã gặp các vị nguyên thủ quốc gia ở Châu Á, Trung Đông và Châu Âu để khuyến khích một lượng lao động đến Hawaii trồng mía đường trong các nhóm gia đình, cũng như phụ nữ chưa lập gia đình như những cô dâu tiềm năng cho những người lao động có hợp đồng của Hawaii. Trong khi ở châu Á, ông đã cố gắng ngăn chặn tham vọng của Hoa Kỳ bằng cách đưa ra một kế hoạch cho Hoàng đế Meiji đặt Hawaii dưới sự bảo vệ của Đế quốc Nhật Bản với một cuộc hôn nhân sắp xếp giữa cháu gái Kaiulani của mình và một hoàng tử Nhật Bản. Trong chuyến thăm Bồ Đào Nha, ông đã thương lượng một hiệp ước hữu nghị và thương mại với Hawaii, tạo ra một khung pháp lý cho việc di dân của người Bồ Đào Nha sang Hawaii. Vị vua đã đến Rôma vad hội kiến với Giáo hoàng Lêô XIII và gặp gỡ nhiều vị lãnh đạo của Âu Châu. Victoria của Anh của Anh Quốc và sự huy hoàng của cuộc sống hoàng gia đã gây ấn tượng cho ông hơn bất kỳ chế độ quân chủ nào khác; Đã bị ảnh hưởng rất lớn bởi những đồ trang trí hoa văn của các chủ quyền châu Âu, ông sẽ sớm có gương mặt quân chủ của Hawaii vĩ đại.
Vị vua này đã đi khắp thế giới không có cận vệ; Chỉ có một nhóm nhỏ bạn bè cá nhân đã cùng đi với anh ta. Ngoại trừ giao thông đường bộ ở các thành phố, và hai tàu cho mượn ở Trung Quốc và Hoa Kỳ, các phương tiện vận chuyển của ông hiếm khi được dành riêng cho ông. Ông chia sẻ thường xuyên tàu tuần dương và vận tải đường sắt với hành khách trả tiền vé. Trên Biển Đỏ, ông chơi bài và nhảy với những hành khách khác. Giống như các du khách khác, ông đã viếng thăm voi trắng của Xiêm, tổ hợp kim tự tháp Giza ở Ai Cập, các điểm du lịch ở Ấn Độ, và các viện bảo tàng ở Châu Âu. Trên đường đi, ông đã chi tiêu vượt quá ngân sách ban đầu của mình, đi mua sắm và gửi thư về nhà.
Tổng thống Hoa Kỳ James A. Garfield đã qua đời bốn ngày trước khi họ trở lại Hoa Kỳ, và Kalākaua đã điện hỏi thăm gửi tân Tổng thống Chester A. Arthur tại Nhà Trắng ở Washington DC và vua không có lần xuất hiện trước công chúng hay tư nhân trong New York, chỉ một ngày tại đảo Coney. Trước khi rời khỏi miền đông Hoa Kỳ, nhà vua gặp Thomas Edison để xem trình diễn đèn điện, và viếng thăm Fortamera của Virginia. Ông đã đi thăm trường Nông nghiệp và Sư phạm, và mua sắm cho con ngựa ở Kentucky. Phái đoàn hoàng gia lên tàu đến California, nơi họ là khách của Claus Spreckels tại công trình của ông tại Aptos (gần Santa Cruz), và đã có một vài ngày nhìn thấy các điểm tham quan trong khu vực trước khi trở về Hawaii. Kalākaua đã thành công trong việc nhảy vào cuộc nhập cư mới, với những ca cấy ghép đầu tiên đến Hawaii ít hơn một năm sau đó. Trong những năm tiếp theo, ông bắt đầu mô phỏng lối sống của hoàng gia châu Âu với đồ nội thất đắt tiền tại Cung điện Iolani, lễ đăng quang công cộng của chính mình và lễ kỷ niệm sinh nhật hai tuần.

## Bối cảnh
Không có vị vua nào khác đã từng thực hiện thành công vòng quanh thế giới, nhưng Kalākaua, vị vua cuối cùng của Quần đảo Hawaii, trước đây đã lập kỷ lục. Ông là vị vua đầu tiên vương triều thăm Mỹ trong chuyến thăm của ông tới Washington, DC năm 1874 để thương lượng về Hiệp ước Hoả hoán năm 1875. Nhà hàng Ulysses S. Grant đã tổ chức bữa tối cho nhà nước với tư cách là bữa ăn tối đầu tiên của Nhà Trắng. Theo các bài viết cá nhân của Nữ hoàng hậu cần Emma, một đối thủ chính trị của ông, Kalākaua được cho là đã có ý định vào năm 1874 để thực hiện chuyến lưu diễn thế giới "vì sự hài lòng cá nhân và sự hư hỏng của mình".
Các hòn đảo chính thức thuộc Vương quốc Hawaii nhưng thường được biết đến như quần đảo Sandwich kể từ chuyến thăm của thuyền trưởng James Cook năm 1778. Dân số ước tính của người Hawaii bản địa khi Cook đến là 800.000 người. Với sự xuất hiện của tàu cá săn cá voi và các nhà truyền giáo vào đầu thế kỷ 19, người Hawaii gốc đã bị phơi nhiễm với các bệnh mà họ không có miễn dịch và bắt đầu chết với số lượng lớn. Cuộc điều tra dân số chính thức năm 1878 chỉ cho thấy 44.088 người xác nhận dân tộc Hawaii. Lực lượng lao động trồng cây trên các hòn đảo và dân số suy giảm của cuộc đua ở Hawaii đã là mối quan tâm đang diễn ra của Kalākaua. Vào ngày 24 tháng 12 năm 1880, ông đã ký một văn kiện của hội đồng lập pháp thừa nhận tham nhũng trong hệ thống nhập cư và ủy quyền cho Bộ trưởng Nội vụ Henry A. P. Carter phụ trách việc cấp giấy phép cho các công ty môi giới nhập cư.